# Ingeborg Hovland
Ingeborg Hovland (* 3. Oktober 1969 in Haugesund) ist eine ehemalige norwegische Fußballspielerin, die als Torhüterin agierte.

## Karriere

### Vereine
Hovland spielte im Seniorinnenbereich zuletzt für den in Klepp in der Provinz Rogaland ansässigen Klepp IL und bestritt von 1997 bis 1999 in der Eliteserien und von 2000 bis 2005 in der Toppserien, der jeweils höchsten Spielklasse im norwegischen Frauenfußball, insgesamt 146 Punktspiele, davon 145 über 90 Minuten. Ihr erstes bestritt sie am 27. April 1997 beim 1:1-Unentschieden im Heimspiel gegen den Bøler Idrettsforening, ihr letztes am 22. Oktober 2005 bei der 4:5-Niederlage im Auswärtsspiel gegen den Sandvikens IF. In diesem wurde sie nach den ersten 45 Minuten das erste Mal (für Elin Sola) ausgewechselt.

### Nationalmannschaft
Hovland kam als Nationalspielerin für den NFF in sechs Jahren in elf Länderspielen für die Nationalmannschaft zum Einsatz. Ihr Debüt – mit Einwechslung für Bente Nordby ab der 55. Minute – fand im dritten Spiel der EM-Qualifikationsgruppe 1 beim 2:0-Sieg über die Nationalmannschaft Finnlands am 25. Mai 1996 in Espoo statt. Am 29. Mai 1997 bestritt sie ihr zweites Länderspiel, das in Kopenhagen im Freundschaftsspiel gegen die Nationalmannschaft Dänemarks mit 1:1 unentschieden endete; sie wurde in der 75. Minute für Astrid Hitland eingewechselt. Beim 6:0-Sieg am 24. September 1998 in Moss im Freundschaftsspiel gegen die Nationalmannschaft Frankreichs spielte sie ab der 45. Minute für Bente Nordby. Sie wurde zudem im Spiel um Platz 3 im Fußballturnier im Rahmen der Goodwill Games als Mittelfeldspielerin eingesetzt, das in Hempstead im Nassau County auf Long Island ausgetragen wurde.
In den folgenden drei Spieljahren kam sie in jeweils einem Spiel in den Turnieren um den Algarve-Cup am 16. März 1999 (2:1 vs. Schweden), 12. März 2000 (2:0 vs. Finnland), 11. März 2001 (5:1 vs. Finnland) zum Einsatz. Des Weiteren kam sie am 12. Mai 1999 (2:2 vs. Italien), am 19. und 22. Juli 2000 (4:1 vs. Deutschland und 1:0 vs. China) und am 13. Mai 2001 (3:1 vs. Schweden) in vier in Freundschaft ausgetragenen Länderspielen zum Einsatz. Sie gehörte ferner dem Kader für das olympische Fußballturnier 2000 an, wurde im Turnierverlauf jedoch nicht eingewechselt. Dennoch gewann sie durch den Finalsieg ihrer Mannschaft am 28. September 2000 in Sydney mit dem Golden Goal zum 3:2-Sieg über die US-amerikanische Nationalmannschaft als Teil dieser auch die olympische Goldmedaille.

## Erfolge
- Olympische Goldmedaille 2000 (ohne Turniereinsatz)
- Dritte Algarve-Cup 1999
- Dritte Goodwill Games 1998